# Евангельские советы (книга)
Евангельские советы (укр. Євангельські поради) — научно-популярная книга Валерия Верзуна. Издана в 2021 году ТОВ «Майстер книг» на двух языках: украинском и русском. Так же, в 2021 году была выпущена электронная версия книги.

## Содержание
Книга написана в жанре эссе, очерков, которые скомпонованы в 21 главу. Валерий Верзун выбирает наиболее употребляемые в бытовом общении цитаты Нового и Ветхого Заветов, за счет вопросов выделяет проблемы трактовок текстов, старается дать ответ, который иллюстрирует примерами из жизни или поучительными историями.
К анализу и осмыслению предлагаются расхожие цитаты, которые часто используются в качестве аргумента в разговорах, но далеко не всегда – по сути высказывания. Например, буквально ли нужно «подставить вторую щеку, когда бьют по одной», всегда ли нужно «отдать рубашку» или что значит «сотворить плод, достойный покаяния»?
По объему очерки небольшие, имеют произвольную композицию, что позволяет автору свободно выражать свои мысли по поводу отдельных выбранных цитат из Священного Писания.

## Из аннотации
«Евангельские советы» – это размышления верующего человека, который делится своим опытом осмысления Святого Писания. Исходя из этого опыта, автор дает советы, помогающие тем читателям, которые находятся в поиске духовной опоры для своей деятельности. Поэтому Валерий Верзун называет стиль своей книги «вдохновенно-библейским».
Книга адресована широкому кругу читателей, которые интересуются осмыслением текстов христианского вероучения, нуждаются в общении с единомышленниками, ищут в вере опору и смысл.

## Художественные особенности
Валерий Верзун своими размышлениями и советами не претендует на исчерпывающую трактовку слов Христа у евангелистов, апостолов и пророков. Скорее, делится с читателями своим духовным опытом с надеждой, что этот опыт сможет быть полезным тем, кто находится в поиске ответов на свои неотложные вопросы.
Автор словно ведет диалог, приглашает к размышлениям, подталкивает пытливого читателя к осознанному прочтению боговдохновенных первоисточников, то есть книг Священного Писания.